# Bükki borvidék
A Bükki borvidék (korábbi nevén Bükkaljai borvidék) a Bükk-vidék központi hegyeinek déli részén található. Hivatalosan 1970-ben nyilvánították borvidékké. Termőterülete 17 600, szőlőterülete 873 hektár. Bár kiterjedése viszonylag nagy, az ültetvények elszórtan, számos esetben egymástól távol helyezkednek el.

## Története
A Bükk-vidék lejtőin és völgyeiben a vadszőlő őshonos növényként évezredek óta jelen van. Szőlőművelésről a 14. század elejéről maradtak fenn először írásos emlékek, 1503. február 11-én pedig II. Ulászló erősítette meg Miskolc város korábbi borszabadalmát. A 18. század során az Avason hatalmas pincerendszer alakult ki, melyek nemespenésszel borított belsejében rengeteg bort érleltek. A hegyaljai szőlőkből is került ide must és a komoly export miatt a miskolci borok több országban ismertek és kedveltek voltak. A 19–20. században főként pezsgő alapborok készültek a környéken.
A filoxéra-járványt a terület nagyon megszenvedte, az egykori szőlőültetvények nagy részét mára kivágták, helyüket beépítették. Jelenleg az avasi pincék egy része használaton kívül van, de még létezik, mint ahogy Görömböly egykor nevezetes pincesora is jó állapotban található.
1945 után nagyon sok, zömében fehér fajtát telepítettek a borvidéken, a kék szőlők 1980-tól jelentek meg. Ma a fehér és kék szőlők aránya 70-30%. A borvidék elsősorban szőlő alapanyagot termelt, melyeket más borvidékeken használtak fel. 
A rendszerváltás utáni időszak nyomott szőlő felvásárlási árai mellett a gazdák egyre több területen hagytak fel a műveléssel, így a borvidék mérete folyamatosan csökken. 2018-ban megalakult a Szövetség a Bükki Borvidékért közösség, mely tucatnyi fiatal generációs borászt tömörítve elkezdett a borvidék legégetőbb problémáival foglalkozni. 2019 végén egyesületté alakultak, saját magukra nézve szigorúbb termékszabályozást vezettek be és dolgoznak az első borvidéki bormárka kialakításán is.

## A borvidék jellemzői
Talaja riolittufán kialakult lösz, fekete nyiroktalajok, barnaföldek és agyagbemosódásos erdőtalajok. Éghajlata napfényben gazdag, de csapadékban szegény és az országos átlagnál hűvösebb, így elsősorban a fehér borok termelésének kedvez. Évi napsütéses órák száma 1950-2000 óra, csapadékmennyiség 500-550 mm.
A borvidékhez a következő települések szőlőkataszter szerint I. és II. osztályú határrészei tartoznak: Aszaló, Bogács, Borsodgeszt, Bükkaranyos, Bükkzsérc, Cserépfalu, Cserépváralja, Edelény, Emőd, Harsány, Kács, Kisgyőr, Kistokaj, Mályi, Megyaszó, Mezőkövesd, Miskolc, Nyékládháza, Sály, Szikszó, Tard, Tibolddaróc, Vatta. Szintén a borvidékhez tartozik, csatolt településként az Ukrán határon, a Beregben található Barabás település, mely mellett a Kaszonyi-hegy mint egykori romvulkán magasodik, amit kettévág a trianoni határ.
A szőlőültetvények jellemzően tengerszint felett 150 és 250 m magasságban helyezkednek el. 

## Termesztett szőlőfajták
Fehérszőlők közül a pinot blanc, olaszrizling, chardonnay, Cserszegi fűszeres, leányka, Müller-Thurgau, tramini, ottonel muskotály, zenit, zengő a jellemzőek, kékszőlők közül elsősorban a kékfrankos, de megtalálható a cabernet sauvignon, cabernet franc, merlot és a Zweigelt is.
Az itt készült borok általában gyümölcsösek, könnyedek, elegáns savúak. Borkereskedésekben, vinotékákban és éttermekben ma már Miskolcon és Budapesten is lehet elvétve találkozni palackozott bükki borral. 

## Események, programok
A Borangolás az Avasi pincesorokon az egyetlen olyan borfesztiválja Miskolcnak, mely az Avasi Pincerendszert népszerűsíti, és melyhez a környékbeli (egri, tokaji) borászok/borászatok is csatlakoznak.
Nyaranta Bükkvinfest néven nemzetközi borversenyen mérik össze a vidék borainak minőségét Bogácson.

## Borászatok, Pincészetek
Gallay Kézműves Pince (www.gallaypince.com Archiválva 2017. március 28-i dátummal a Wayback Machine-ben)
Hajdu Roland (www.hajduroland.hu)
Koncz Réka (https://sites.google.com/reka-koncz.com/menu/főoldal)
KT Kézműves Pince www.ktpince.hu
Mezei Pincészet (http://mezeipinceszet.eu/)
Nagy-Szögedi Pince (https://nagyszogedipince.hu), Miskolcon a Görömbölyi Pincesoron
Palmetta Pincészet
Roszkos Szőlőbirtok (https://roszkospince.hu)
Sándor Zsolt Organikus Szőlőbirtok és Pincészet (www.sandorzsolt.com/)

## Hegyközség
név: Bükki Borvidék Hegyközségi Tanácsa
cím: 3423 Tibolddaróc, Széchenyi utca 7.